# Л
Cette page contient des caractères spéciaux ou non latins. S’ils s’affichent mal (▯, ?, etc.), consultez la page d’aide Unicode.

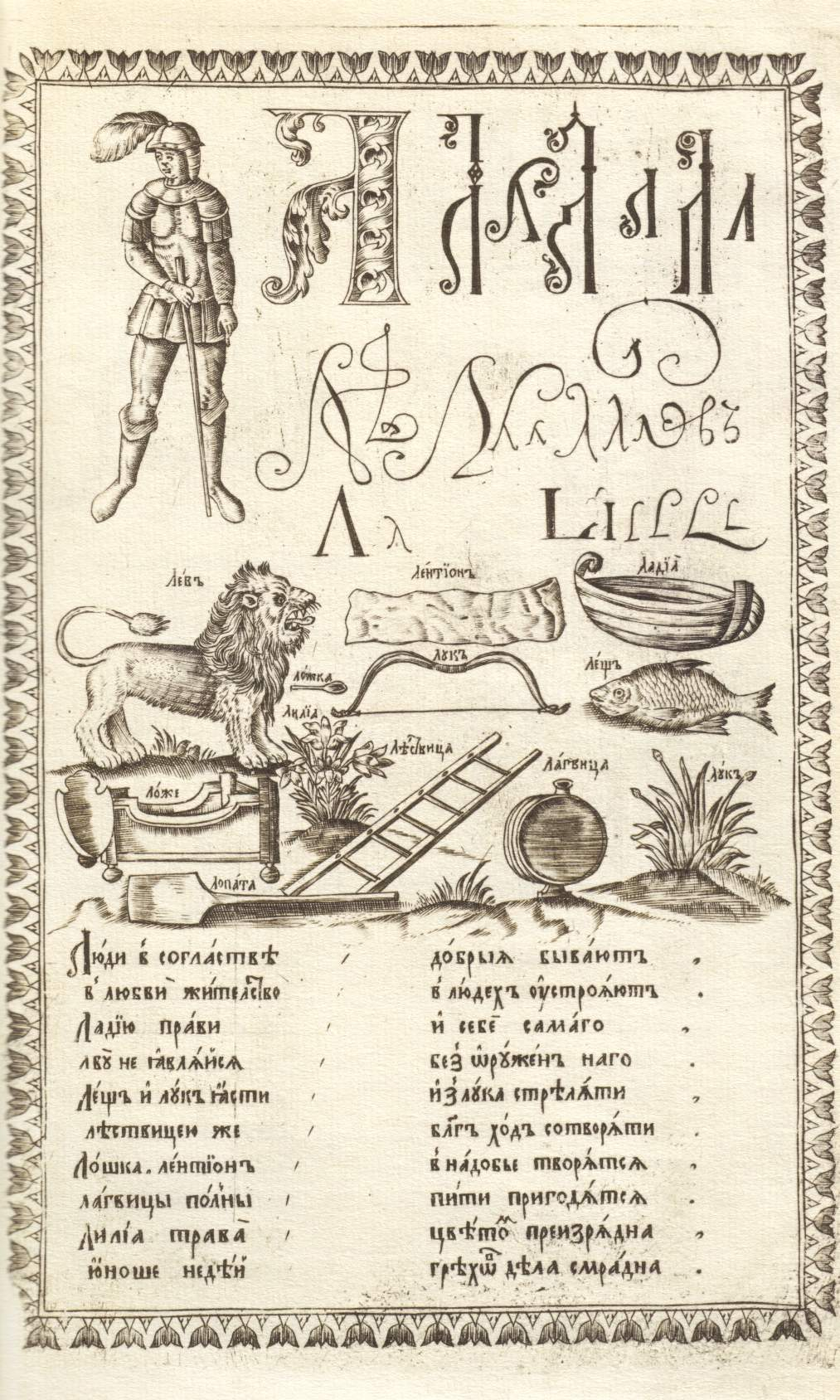
Les formes du el dans l’Alphabet de Karion Istomin de 1694.

El (capitale Л, minuscule л) est une lettre de l'alphabet cyrillique.

## Usage
La prononciation exacte de Л varie selon les langues, mais elle représente un son proche de /l/.
En russe, Л peut être soit dur : /ɫ/, soit mou : /lʲ/ s’il est suivi par Е, Ё, И, Ь, Ю ou Я.

## Représentation informatique
Le el peut être représenté avec les caractères Unicode suivants :
| formes    | représentations | chaînes de caractères | points de code | descriptions                     |
| --------- | --------------- | --------------------- | -------------- | -------------------------------- |
| capitale  | Л               | Л                     | U+041B         | lettre majuscule cyrillique elle |
| minuscule | л               | л                     | U+043B         | lettre minuscule cyrillique elle |